# て

En la escritura japonesa, los caracteres silábicos (o, con más propiedad, moraicos) て (hiragana) y テ (katakana) ocupan el 19º lugar en el sistema moderno de ordenación alfabética gojūon (五十音), entre つ y と; y el 35º en el poema iroha, entre え y あ. En la tabla a la derecha, que sigue el orden gojūon (por columnas, y de derecha a izquierda), se encuentra en la cuarta columna (た行, "columna TA") y la cuarta fila (え段, "fila E").
Tanto て como テ provienen del kanji 天.
Pueden llevar el acento dakuten: で, デ.
Existe una versión hentaigana de て, , que proviene del kanji 帝.

## Romanización
Según los sistemas de romanización Hepburn, Kunrei-shiki y Nihon-shiki:
- て, テ se romanizan como "te".
- で, デ se romanizan como "de".

## Escritura
| Escritura de て | Escritura de テ |

- El carácter て se escribe con un trazo, que consiste en una línea horizontal aunque ligeramente ascendente seguida de una curva en forma de C.

- El carácter テ se escribe con tres trazos:

1. Trazo horizontal.
2. Trazo horizontal debajo del primero.
3. Trazo curvo que empieza en la parte media del segundo y se curva hacia abajo a la izquierda.

Los caracteres テ y デ pueden ir acompañados de la versión pequeña del carácter イ (ィ) o de los caracteres en y (ャ, ュ, ョ) para formar las sílabas ti, di, tya, ..., dyo para la transcripción de palabras prestadas de otros idiomas. Por ejemplo, デュアル (dyuaru, transcripción del inglés dual, que se pronuncia diúal).

## Otras representaciones
- Sistema Braille:

| ●● ●－ |

- Alfabeto fonético: 「手紙のテ」 ("el te de tegami", donde tegami quiere decir carta)
- Código Morse: ・－・－－

- Datos: Q40648
- Multimedia: て / Q40648